# Cecilia Häll
Anna Cecilia Ingegärd Häll (født 10. juni 1978 i Norrahammar) er en svensk skuespillerinde.

## Privatliv
Hun har tidligere været gift med skuespilleren Joakim Nätterqvist med hvem hun har et barn.

## Udvalgt filmografi
- Lilla Jönssonligan och cornflakeskuppen (1996)
- Tre kronor (tv-serie, 1996-1999)
- Spor i mørket (1997)
- Kommissionen (tv-serie, 2005)
- Höök (tv-serie, 2008)
- Tykkere end vand (tv-serie, 2016)
- Mord i Skærgården (tv-serie, 2018)
- Hamilton (tv-serie, 2020)